# Infrahang

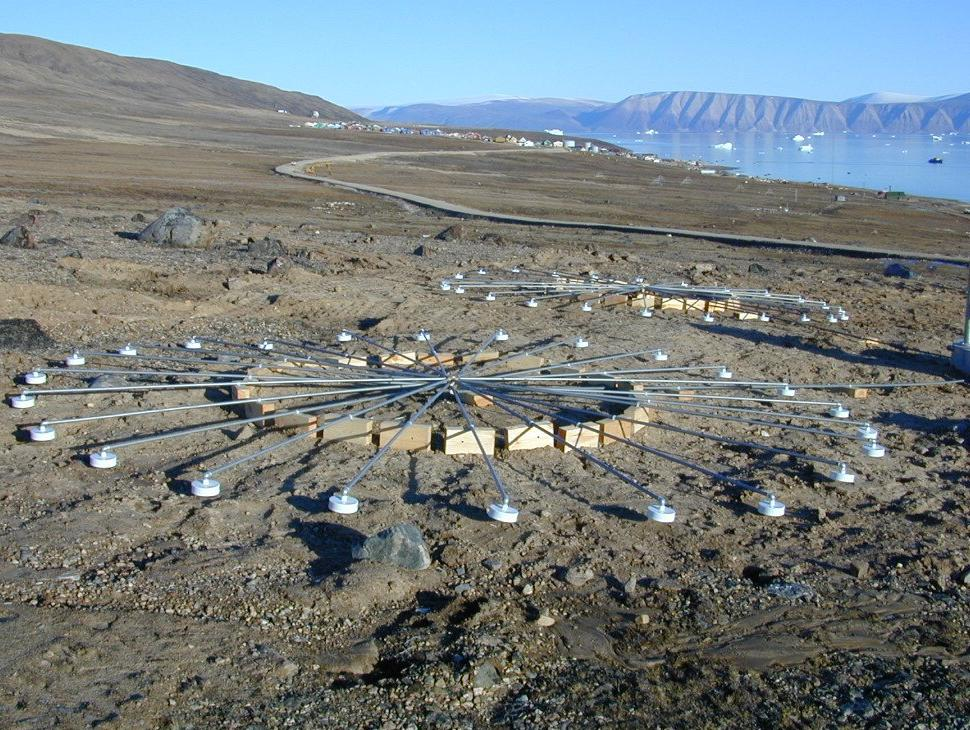
Infrahangokat érzékelő megfigyelőállomás (Qaanaaq, Grönland)

Infrahangnak nevezzük az olyan alacsony frekvenciájú hangokat, amik emberi füllel nem hallhatók. Megegyezés szerint ez a 16–20 Hz alatti frekvenciájú hangokat jelenti. Nagy hangnyomás esetén azonban az infrahang is észlelhető, mert a test belső szerveit rezgésbe hozza.

## Felhasználása
A 20 Hz alatti hangfrekvenciák megfigyelését használják fel a földrengések előrejelzésében, olaj- és földgázlelőhelyek kutatásában, továbbá a szív működésének vizsgálatában (balliszto-kardiológia és szeizmo-kardiológia), és az esetleges nukleáris robbanások észlelésében.
Az infrahangra jellemző, hogy akár több ezer km-es távolságra is terjedhet, ezért kiválóan alkalmas légkörkutatásra.

## Felfedezése
Első tudományosan dokumentált észlelése a Krakatau tűzhányó 1883-as kitörésekor történt, amikor a barométerek a Föld sok pontján alacsony frekvenciás rezgéseket rögzítettek.

## Természetes keletkezése
Infrahang sokféle természeti jelenség, esemény során keletkezik. Például viharos időjárás közben, tornádóban, tenger hullámzásakor, lavina, vagy földrengés során, vulkán kitörésekor, meteor megjelenésekor, vízesés közelében, jéghegy leomlásakor, villámláskor és sarki fényben.
A keletkezés ideje lehet rövid, impulzusszerű, vagy hosszantartó. Mindkét esetben nagy légtömegeket kell megmozgatni és ehhez sok energia kell. A létrejövő infrahang frekvenciája a létrehozó test méretével fordítottan arányos, a nagyobb test alacsonyabb frekvenciájú infrahangot tud létrehozni. A legalacsonyabb frekvenciájú infrahang a hegyek fölött kialakuló örvényes áramlásban jön létre, ez a frekvencia lehet akár 0,01 Hz is.
Óceáni nemlineáris felszíni hullámok és tenger alatti áramlások kölcsönhatásakor erős, 0,2 Hz körül frekvenciájú infrahangok keletkeznek, ezeket idegen szakszóval microbaromnak nevezik.
A bálnák, elefántok, vízilovak, rinocéroszok, zsiráfok, okapik és az aligátorok ismertek arról, hogy infrahangot bocsátanak ki nagy távolságú kommunikáció céljából (ez a bálnák esetében több száz km is lehet).
A biológusok feltételezik, hogy egyes vándorló madarak felhasználják a tájékozódásukban a természetben létrejövő infrahangokat, ilyen források például a hegyek környezetében létrejövő örvényes áramlások. Az elefántok által kibocsátott infrahang több száz km-re terjed a szilárd talajban, amit fajtársaik a lábukon keresztül érzékelnek. Ezeknek a hangoknak a frekvenciája a 15–35 Hz tartományban van, és elérhetik a 117 dB hangnyomást. Ezeket a hangokat a fajtársak mozgásának összehangolására és különösen a párválasztás időszaka során használják.

## Terjedése
Az infrahang a szeizmikus hullámokhoz hasonlóan a Föld szilárd anyagában is, de a levegőben is terjed. A légkörben a terjedési sebesség a környezeti paraméterektől (hőmérséklet, nyomás) függően erősen változó lehet. Mint minden hanghullám, az infrahang is visszaverődik vagy megváltoztatja a haladási irányát az akadályokon, ami akár egy nagy sebességű légáramlás is lehet.
Az infrahang sebessége arányos a levegő abszolút hőmérsékletének négyzetgyökével és növekszik a szél irányában. A hőmérséklet és a szél viselkedése függ a magasságtól, földrajzi helytől, napszaktól és az éves időszaktól.
Kedvező széljárás esetén akár a sztratoszférától is visszaverődhet a Föld felé. A termoszférán belül a magassággal jelentősen növekvő hőmérséklet miatt visszaverődik.
A troposzférában, a legalacsonyabb légköri rétegben is visszaverődhet, ha a magassággal csökkenő hőmérsékletben inverzió jön létre, vagy ha az infrahang a nagy sebességű szél irányában halad.

## Mesterséges előállítása
Infrahang keletkezik hangrobbanás vagy közönséges robbanás esetén is (legyen az kémiai vagy akár nukleáris eredetű), dízelmotor működése során, szélturbina közelében vagy nagy méretű basszushangsugárzóban.
A nukleáris kísérletek betiltását ellenőrző bizottság (Comprehensive Nuclear-Test-Ban Treaty Organization Preparatory Commission) infrahangok érzékelését is felhasználja (szeizmikus, hidroakusztikus és radioaktivitás-érzékelők mellett).

## Állati reakciók infrahangra
Feltételezések szerint a talajon élő állatok érzékelik az infrahangokat és ez menekülési reakciót vált ki belőlük. Erre példa a 2004-es indiai-óceáni szökőár, aminek partot érése előtt az állatok elhagyták a területet. Mások szerint ebben elektromágneses hullámok feltételezett érzékelése is szerepet játszhatott.
Infrahangokat a galambok is képesek érzékelni, ezáltal tájékozódásuk során használni a Nap állása és a földi mágneses tér mellett.

## Emberi reakciók infrahangra
Bár az emberi hallás alsó frekvenciájának általánosan elfogadott értéke 20 Hz, nagy hangnyomású szinuszhullám ideális körülmények között még 12 Hz-nél is érzékelhető. Még a 10 Hz alatti hanghullámok nyomása is észlelhető a fülben lévő dobhártyán.
Az emberi populáción belül nagy eltérések vannak a hallás tekintetében is. Egyesek hallhatnak olyan alacsony frekvenciás hangokat, amit mások nem. Ugyanakkor a füllel nem hallható hangok is hatással vannak az emberi szervezetre. Sok emberben félelmet vagy rosszullétet váltanak ki. Mások természetfeletti élményként élik meg.

### A 17 Hz-es infrahanggal végzett kísérlet
2003. május 31-én brit tudósok egy csoportja tömeges kísérletet végzett 700 résztvevővel (helyszín: Purcell Room, London). Egy kísérleti célból szervezett koncerten (amit Infrasonicnak neveztek) a hallhatósági küszöb alatti, 17 Hz-es szinuszhullámot kevertek a zenéhez. Ezt egy különösen nagy mozgású subwooferrel (basszushangot közvetítő hangszóróegységgel) állították elő.
A koncerten két egyforma zenei anyagú előadás volt, mindegyik négy zenei darabból állt. A négy darabból csak kettőhöz keverték hozzá a 17 Hz-es hangot. A második előadáson megcserélték a két zenei darabot, amihez az infrahangot keverték azért, hogy a zenei hatást kiküszöböljék az eredményből. A közönség egyik előadásnál sem tudta, hogy melyikhez van keverve infrahang.
Az infrahangot is tartalmazó darabok után a résztvevők 22%-a panaszkodott az alábbi tünetek valamelyikére: szorongás, nyugtalanság, rosszkedv, félelem, hideg érzés a gerinc mentén, nyomás a mellkason. Az eredmények bemutatásakor Richard Wiseman professzor azt mondta: „Ezek az eredmények arra utalnak, hogy az alacsony frekvenciás hang szokatlan, kellemetlen élményeket hozhat létre, még akkor is, ha a hallhatósági küszöb alatt van. Néhány tudós szerint ilyen hangok lehetnek a felelősek néhány »kísértetjárta« helyszínen tapasztalható élményért.”

### „Szellem a gépben”
Vic Tandy, a Coventry University egyik tanára szerint a 19 Hz körüli infrahangok lehetnek felelősek egyes „szellemlátásokért”.
Egyik éjszaka egy közismerten kísértetjárta laboratóriumban dolgozott Warwickban, amikor hirtelen nyugtalanná vált és a szeme sarkában egy szürkés foltot vett észre. Amikor odafordult, a folt eltűnt.
A NASA egyik anyaga szerint a szem rezonanciafrekvenciája 18 Hz. Az említett helyen valószínűleg ilyen frekvenciájú rezgés keletkezett és ezt Tandy a szem rezgése következtében szürke foltként érzékelte.
A következő napon a vívótőrjét egy satuba fogta be, és észrevette, hogy a penge hevesen rezegni kezd. A vizsgálat kiderítette, hogy az elszívóberendezés ventilátorának frekvenciája 18,98 Hz volt, a szoba mérete pontosan megfelelt e hanghullám hullámhossza felének, az asztal középen állt, így ott állóhullám alakult ki, ez hozta rezgésbe a pengét.
Tandy tovább vizsgálta a jelenséget, és megjelentetett egy tanulmányt The Ghost in the Machine címmel (jelentése: „szellem a gépben”, vagy „kísértet a gépben”). Tandy felmérte az olyan közismerten kísértetjárta helyeket, mint például a coventryi katedrális mellett található  Tourist Information Bureau alagsora, és az edinburgh-i kastély.

## Lásd még
- Helmholtz rezonátor
- Ultrahang